# A3高速公路 (義大利)
A3高速公路（義大利語：Autostrada A3），是一條連接義大利南部最大城市那不勒斯和西西里島對岸的雷焦卡拉布里亞的高速公路，全長494.6公里。中間經過薩萊諾等城市。
最早開通的是那不勒斯至龐貝段（1929年6月22日），1961年延伸至薩萊諾。1964年再興建餘下的部分，直抵雷焦卡拉布里亚。經過八年時間，於1974年6月13日完工。
由於部分路段建成時，實際低於高速公路的標準，每逢使用高峰期，經常出現車龍。到了2000年代，當局開始進行一系列升級工程。至2014年8月，約有88%的升級路段已完工；另還有一些支線興建，以覆蓋過去未有公路連接的城鎮。

## 參考資料

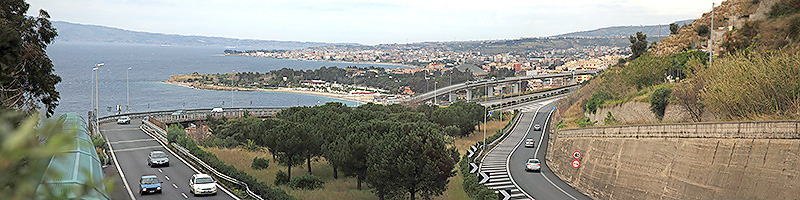
雷焦卡拉布里亞，公路南部終點